# 高炉子站
高炉子站是位于贵州省汇川区高坪街道的一个铁路车站，邮政编码563116。车站建于1965年，有川黔铁路经过该站，现办理客货运业务，车站及其上下行区间均已电气化。车站距离重庆站295公里，隶属成都铁路局，是四等站。